# Sinistar
Sinistar es un videojuego arcade de disparos multidireccional desarrollado y fabricado por Williams Electronics. El juego fue lanzado en 1983, aunque el aviso de copyright del juego dice 1982. Sinistar fue creado por Sam Dicker, Jack Haeger, Noah Falstein, RJ Mical, Python Anghelo, y Richard Witt. Además del rugiente antagonista del juego, Sinistar es conocido por su alto nivel de dificultad.

## Jugabilidad
El jugador pilota una nave espacial solitaria, el que debe disparar a planetoides a la derivapara atrapar los cristales que se liberan. Disparar un planetoide demasiado rápido lo destruye sin liberar ningún cristal. Cada cristal recolectado se convierte en un "Sinibomb", que se necesita para derrotar al jefe del juego, Sinistar, una nave espacial animada con una cara de calavera demoníaca.
Sinistar no existe al comienzo del juego, pero está construido por naves obreros enemigos. Las naves obreras enemigas recolectan cristales que usan para construir el Sinistar. Las naves guerreras enemigas pueden atacar directamente la nave del jugador, disparar planetoides para extraer cristales y proteger el Sinistar mientras se construye. Se necesitan 20 cristales para crear las 20 piezas de un Sinistar completamente construido.
Una vez que se construye el Sinistar, una voz digitalizada hace pronunciamientos amenazadores mientras persigue la nave del jugador: "Beware, I live!", "I hunger, coward!", "I am Sinistar!", "Run! Run! Run!", "Beware, coward!", "I hunger!", "Run, coward!", y un fuerte rugido. El Sinistar no tiene armas, pero destruye la nave del jugador al contacto. Se requieren un total de 13 sinibombs para destruir a Sinistar. Cada sinibomb apunta automáticamente al Sinistar cuando se dispara, pero puede ser interceptado por obreros, guerreros y planetoides.
El jugador cambia a una nueva zona cada vez que Sinistar es derrotado. La primera zona sin nombre es seguida por la Zona de los obreros, la zona de los guerreros, la zona de los planetoide y la zona del vacío, luego vuelve a la Zona de losobreros. Cada zona enfatiza una característica particular del juego, y la zona del vacío tiene menos planetoides. En todas las zonas menos en la primera, los obreros enemigos pueden reparar un Sinistar completado pero dañado, lo que prolonga su vida útil si el jugador no puede matarlo rápidamente.

## Desarrollo
Sinistar fue el primer juego en usar sonido estéreo (en la versión con asiento), con dos tableros de sonido independientes delanteros y traseros para este propósito. También utiliza un joystick óptico de 49 direcciones que Williams produjo específicamente para este juego.
La voz de Sinistar fue registrado por la personalidad de radio John Doremus y reproduce a través de un decodificador CVSD HC-55516.
Sinistar contiene un error que otorga al jugador muchas vidas (naves). Ocurre solo si el jugador tiene una vida y el Sinistar está a punto de comerse el nave del jugador. Si una nave guerrero dispara y destruye el nave en este momento, inmediatamente lleva al jugador a cero vidas, y el Sinistar que se come al jugador resta otra vida. Dado que el número de vidas se almacena en el juego como un entero sin signo de 8 bits, la resta de cero hará que el entero se ajuste al valor más grande representable con 8 bits, que es 255 en decimal.

## Legado
Sinistar no fue portado a sistemas posteriores. Las versiones para el Atari 2600 y la familia Atari de 8 bits estaban en progreso, pero no se completaron. Sinistar estaba disponible comercialmente a mediados de la década de 1990 como parte de Greatest Hits de Williams Arcade para Super NES, Sega Genesis y Saturn, Dreamcast, PlayStation y Microsoft Windows . También está disponible como parte de Midway Arcade Treasures, que se lanzó para Xbox, Nintendo GameCube y PlayStation 2 en 2003, y para Windows en 2004; parte de Midway Arcade Treasures: Extended Play para PlayStation Portable a finales de 2005; y parte de Midway Arcade Origins para PlayStation 3 y Xbox 360. Sinistar es parte de Greatest Arcade Hits de Midway en Game Boy Advance.
Una secuela en 3D fue lanzada para Windows en 1999, Sinistar: Unleashed.

### Clones
Deathstar es un clon de Sinistar para BBC Micro y Acorn Electron, publicado por Superior Software en 1984. Originalmente fue desarrollado como un puerto oficial para ser lanzado por Atarisoft, pero decidieron abandonar la plataforma de la BBC mientras varios juegos aún estaban en desarrollo. Sinistaar (1989) es un clon de Tandy Color Computer 3. Xenostar (1994) es un clon de dominio público para Amiga.

### En la cultura popular
Algunas de las citas de Sinistar se han incluido en videojuegos no relacionados. En Warcraft III: Reign of Chaos, el héroe Undead DreadLord dice: "¡Tengo hambre!" En el juego Warcraft III: The Frozen Throne, el sonido de nacimiento del héroe neutral Firelord es él diciendo "Cuidado, yo vivo". World of Warcraft rindió homenaje a la misma cita: el jefe enemigo Reliquary of Souls lo grita cuando es liberado. En Team Fortress 2, la clase Heavy dice las frases "¡Vivo!" y "¡Corran, cobardes!" La frase "¡Corre cobarde! ¡Vivo! "Aparece ocasionalmente como texto de bienvenida en Minecraft . En League of Legends, Dark Star Thresh puede decir "Cuidado, yo vivo" al reaparecer después de una muerte, mientras que Final Boss Veigar puede decir "¡Tengo hambre!" mientras se mueve por el mapa. El juego Escape Velocity original también tuvo raras apariciones como invitado de Sinistar, incluidas algunas de sus frases.
Sinistar también se menciona en varios medios que no son de videojuegos. La canción de Cage "Grand Ol 'Party Crash" muestra a Sinistar. La película We Are the Strange utiliza "Cuidado, yo vivo", "Tengo hambre", "Corre, cobarde" y el rugido de Sinistar. Sinistar hace varias apariciones en el webcomic Bob the Angry Flower, y también aparece como el título de una de las ediciones impresas del cómic. Sinistar aparece en la versión en DVD de la trilogía de episodios de South Park " Imaginationland ". La frase "Cuidado, cobarde" se usó en la melodía del programa de televisión de videojuegos del canal 4 británico Bits . La versión de audio del podcast IGN Game Scoop utiliza el fragmento de sonido "Cuidado, yo vivo" en su tema.